# Andreas Troche
Andreas Troche (* 8. Dezember 1945 in Wuppertal; † 2. September 2015) war ein deutscher Radrennfahrer.

## Sportliche Laufbahn
Troche galt als starker Fahrer für Etappenrennen. Er startete 1966 und 1967 für die deutsche Nationalmannschaft bei der Tour de l’Avenir, im Rennen 1967 gewann er als einziger deutscher Fahrer eine Etappe. Umstritten war sein Start bei der Mexiko-Rundfahrt, für die der Bund Deutscher Radfahrer (BDR) seine Fahrer als Auszeichnung für ihre bisherigen Leistungen in der Saison nominierte. Troche wurde bei der Tour de l’Avenir positiv auf ein Dopingmittel getestet und erhielt eine Sperre. Diese lief erst wenige Tage vor der Rundfahrt in Mittelamerika ab und konterkarierte die Nominierungskriterien des BDR. 1968 fuhr er das britische Milk-Race, hatte einige vordere Etappenplatzierungen und beendete die Rundfahrt als bester Deutscher auf dem 8. Platz. Bei der Rheinland-Pfalz-Rundfahrt im selben Jahr stand er als Dritter auf dem Podium. Ein Jahr später gewann er im Milk-Race eine Etappe und wurde als Fünfter der Gesamtwertung klassiert. 1972 gelang es ihm bei der Rheinland-Pfalz-Rundfahrt als Zweiter abzuschneiden. 1973 gewann er die Berliner Etappenfahrt sowie die Bayern-Rundfahrt.